# Acridotheres ginginianus
La maina degli argini (Acridotheres ginginianus (Latham, 1790)) è un uccello della famiglia Sturnidae, diffuso in Asia.